# The Adventures of Abdi
The Adventures of Abdi (Brasil: Aventuras de Abdi / Portugal: As Aventuras de Abdi) é um livro ilustrado escrito pela artista norte-americana Madonna e lançado em 8 de novembro de 2004 pela Callaway Arts & Entertainment. Baseado em uma antiga narrativa do rabino Baal Shem Tov, The Adventures of Abdi apresenta um conto moral que Madonna aprendeu através de seu professor de Cabala. O livro conta a jornada de Abdi, encarregado de entregar um colar valioso à rainha. Baseando-se nos elementos visuais de "Ali Baba e os Quarenta Ladrões" e nas fábulas das Mil e Uma Noites, Madonna escreveu The Adventures of Abdi. Publicado em capa dura com sobrecapa e 32 páginas, a obra conta com ilustrações dos pintores russos Olga Dugina e Andrej Dugin. A cantora promoveu a obra com aparições públicas e entrevistas televisivas. Apesar das críticas à representação orientalista e ao possível viés cabalístico, as ilustrações foram bem recebidas.

## Sinopse
Em uma terra distante, o jovem Abdi, criado pelo joalheiro Eli, recebe a missão de entregar um colar especial à rainha. Durante sua jornada pelo deserto, ele é enganado por dois beduínos, que trocam a joia por uma cobra viva. Sem saber da troca, Abdi apresenta o presente ao rei, que, furioso, o prende. Eli, movido por sua fé e honestidade, convence o rei de que a cobra se transformará em um colar ao tocar o pescoço da rainha. O milagre acontece, libertando Abdi e impressionando a corte. Quando os ladrões tentam repetir o feito, são surpreendidos pelo fracasso e acabam encarcerados para sempre.

## Desenhos e ilustrações

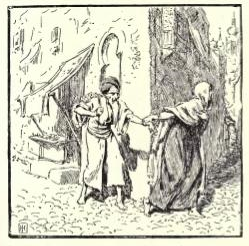
Histórias populares como "Ali Baba e os Quarenta Ladrões" (foto) inspiraram Madonna a escrever o livro.

Em 2003, Madonna assinou com a Callaway Arts & Entertainment para publicar uma série de cinco livros destinados ao público infantil. Explicou que cada livro abordava "de temas universais enfrentados pelas crianças... Esperamos que haja uma lição que as ajude a transformar situações dolorosas ou assustadoras em experiências de aprendizado". Os primeiros títulos publicados foram The English Roses (setembro de 2003), Mr. Peabody's Apples (novembro de 2003) e Yakov and the Seven Thieves (junho de 2004). As três obras figuraram na lista dos mais vendidos do The New York Times. Ao todo, acumularam mais de 1,5 milhão de exemplares vendidos no mundo inteiro. Callaway confirmou que The Adventures of Abdi, quarto título da série, estaria disponível a partir de 8 de novembro de 2004.
Madonna, como em seus livros anteriores, voltou-se para uma narrativa centenária do rabino Baal Shem Tov, que conheceu por meio de seu professor de Cabala, e quis compartilhar sua essência. No prefácio, ela escreveu: "O poder da certeza não tem limites", uma referência ao que Eli disse a Abdi. Em uma entrevista ao The Times, Madonna afirmou que se baseou nos elementos visuais e narrativos de "Ali Baba e os Quarenta Ladrões" e das Mil e Uma Noites. A cantora também inseriu o princípio cabalístico da certeza, enfatizando que é possível encarar obstáculos como ensinamentos positivos, e não como dificuldades intransponíveis.
A edição de The Adventures of Abdi chegou ao público em um formato de capa dura, com sobrecapa e 32 páginas. As ilustrações de The Adventures of Abdi foram desenvolvidas pelos russos Olga Dugina e Andrej Dugin. Os ilustradores colaboraram pela primeira vez com uma escritora contemporânea, o que lhes permitiu explorar novas possibilidades criativas. O casal levou quase quatro meses para concluir as ilustrações, começando pela seleção das partes mais marcantes da história e pesquisa em bibliotecas e museus. Andrej esboçou os desenhos, e Olga os pintou. A última ilustração concluída foi a capa do livro.

## Publicação e recepção

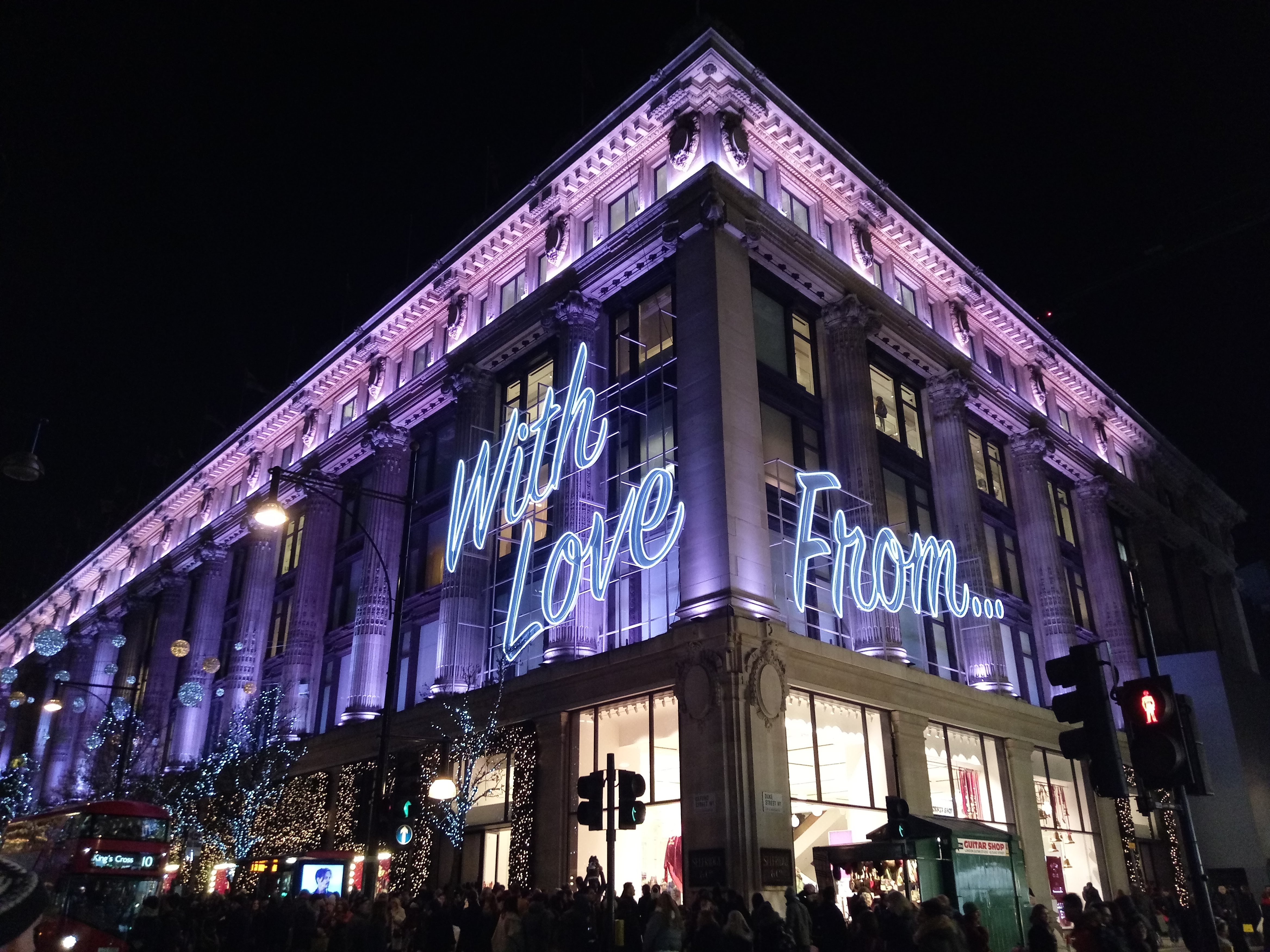
Selfridges, na Oxford Street, em Londres, local onde Madonna participou de um evento de promoção do livro.

Madonna realizou diversas aparições promocionais após o lançamento de The Adventures of Abdi. Em 12 de novembro de 2004, esteve na Selfridges, na Oxford Street, em Londres, para um evento especial, onde apenas 250 fãs puderam participar. Durante a ocasião, leu o livro em voz alta por trinta minutos, diante de uma plateia composta por trinta crianças em idade escolar. Apareceu no programa de televisão britânico Richard & Judy, onde falou sobre a inspiração e o seu processo de escrita do livro, seguida por uma aparição no The Jeremy Vine Show. Durante sua participação no The Insider, em 11 de novembro, Madonna afirmou a Pat O'Brien que a obra foi escrita para ensinar às crianças como enfrentar obstáculos na vida de forma harmoniosa. No mês de dezembro, Madonna divulgou seu livro no programa Blue Peter, transmitido pela CBBC.
Segundo a Publishers Weekly, The Adventures of Abdi apresenta elementos considerados orientalistas, incluindo figuras e cenários que evocam estereótipos de um Oriente Médio exótico. A análise apontou que alguns leitores podem se incomodar com sua abordagem visual e conceitual. Apesar disso, as ilustrações receberam elogios, sendo descritas como "sumptuosas" e comparadas a obras de Miguel Ângelo e Hieronymus Bosch. No livro Crossover Picturebooks: A Genre for All Ages, Sandra L. Beckett destacou a beleza das ilustrações, classificando-as como "intrincadamente detalhadas e ricamente texturizadas", além de afirmar que evocam o talento de mestres e artesãos antigos. Grupos religiosos reagiram negativamente ao livro, acusando-o de tentar incutir os princípios da Cabala nas crianças. O especialista Rick Alan Ross condenou o lançamento, alegando que era "uma tentativa disfarçada de doutrinação infantil".